# Fenchloorphos
Fenchloorphos (ISO-naam) is een organothiofosfaat-insecticide dat vroeger gebruikt werd onder andere op vee, varkens of in stalruimten. Het werd ook ingezet tegen vlooien en andere ectoparasieten op honden (in de vorm van een hondenshampoo). Het was ook effectief tegen kakkerlakken en vliegen en werd op vele plaatsen gebruikt (restaurants, supermarkten, bedrijfsruimten waar voedsel werd verwerkt of verpakt, woningen en parken).

## Regelgeving
In de Verenigde Staten was de stof bekend onder de naam Ronnel. Het werd op de markt gebracht door de Dow Chemical Company. Die is in 1979 gestopt met de productie ervan in de Verenigde Staten, en de EPA heeft alle registraties van producten met deze stof ingetrokken vanaf 22 januari 1991.
In Nederland was fenchloorphos toegelaten voor gebruik op de meeste fruit- en groentensoorten. Er zijn tegenwoordig bijna geen producten met fenchloorphos meer toegelaten in de Europese Unie.
Merknamen van producten met fenchloorphos zijn of waren onder andere Ectoral, Etrolene, Nankor, Trolene en Korlan.

## Toxicologie en veiligheid
Zoals vele organofosforverbindingen is fenchloorphos een chloinesterase-remmer. Blootstelling aan de stof kan oogirritatie en schade aan lever of nieren veroorzaken.
De stof is zeer giftig voor waterorganismen. Opstapeling van fenchloorphos in organismen kan voorkomen onder andere bij vissen.